# Себеваїнг (Мічиган)
Себеваїнг (англ. Sebewaing) — селище (англ. village) в США, в окрузі Гурон штату Мічиган. Населення — 1721 особа (2020).

## Географія
Себеваїнг розташований за координатами 43°43′54″ пн. ш. 83°27′3″ зх. д. / 43.73167° пн. ш. 83.45083° зх. д. (43.731719, -83.450916).  За даними Бюро перепису населення США в 2010 році селище мало площу 4,42 км², з яких 4,09 км² — суходіл та 0,33 км² — водойми.

## Демографія
Згідно з переписом 2010 року, у селищі мешкало 1759 осіб у 802 домогосподарствах у складі 491 родини. Густота населення становила 398 осіб/км².  Було 917 помешкань (208/км²).
Расовий склад населення:
| - 97,5 % — білих - 0,2 % — корінних американців - 0,2 % — азіатів - 1,3 % — осіб інших рас |

До двох чи більше рас належало 0,9 %. Частка іспаномовних становила 4,3 % від усіх жителів.
За віковим діапазоном населення розподілялося таким чином: 20,8 % — особи молодші 18 років, 58,4 % — особи у віці 18—64 років, 20,8 % — особи у віці 65 років та старші. Медіана віку мешканця становила 44,9 року. На 100 осіб жіночої статі у селищі припадало 97,0 чоловіків;  на 100 жінок у віці від 18 років та старших — 92,3 чоловіків також старших 18 років.
Середній дохід на одне домашнє господарство  становив 51 994 долари США (медіана — 45 350), а середній дохід на одну сім'ю — 57 753 долари (медіана — 53 177). Медіана доходів становила 41 488 доларів для чоловіків та 33 750 доларів для жінок. За межею бідності перебувало 8,6 % осіб, у тому числі 17,4 % дітей у віці до 18 років та 1,4 % осіб у віці 65 років та старших.
Цивільне працевлаштоване населення становило 834 особи. Основні галузі зайнятості: виробництво — 25,8 %, освіта, охорона здоров'я та соціальна допомога — 21,9 %, роздрібна торгівля — 15,0 %, мистецтво, розваги та відпочинок — 8,6 %.